# The Spencer Davis Group
The Spencer Davis Group fue un grupo de rock y beat británico formado en Birmingham, Inglaterra a mediados de los años 1960. Está constituido por Spencer Davis con Steve Winwood y su hermano Muff Winwood. Sus mejores éxitos incluyen "Somebody Help Me", el número uno en el Reino Unido "Keep on Running" (ambos escritos por el músico de reggae Jackie Edwards), "I'm a Man" y "Gimme Some Lovin'", el cual apareció en el puesto número dos en la lista británica y en el séptimo lugar en la norteamericana.

## Historia
Steve Winwood (nacido el 12 de mayo de 1948 en Birmingham) fue un apreciable compositor y uno de los mejores cantantes surgidos en el Reino Unido de los 60. Entre sus variados proyectos a lo largo de su larga trayectoria, Winwood fue parte esencial de su banda más relevante, Traffic, grupo psicodélico que no hacía ascos al blues-rock, formó parte del supergrupo Blind Faith e incluso grabó en los 70 reggae con Third World.
Previamente, en 1963, había iniciado su carrera con los Spencer Davis Group, un fibroso conjunto de R&B procedente de Birmingham que estaba completado por el guitarra rítmico y vocalista galés Spencer Davis (nacido el 17 de julio de 1939 en Swansea), el bajista, hermano mayor de Steve, Muff Winwood (nacido el 15 de junio de 1943 en Birmingham) y el batería Pete York (nacido el 15 de agosto de 1942 en Middlesbrough). Steve se ocupaba de tocar los teclados, la guitarra líder y de las tareas vocales, destacando por su poderosa voz en clave soul.
En 1964, y tras lograr firmar con el sello Fontana Records, el grupo publicó diversos sencillos a lo largo de los años 1964 y 1965, como “Dimples”, un cover de John Lee Hooker aparecido en agosto de 1964, “I can’t stand it” (número 47), “Every little bit hurts” (número 41), versión de la cantante de soul Brenda Holloway, o “Strong Love” (número 44), temas que aunque no consiguieron excesiva repercusión comercial si convirtieron a la banda de Birmingham en una de las mejores dentro del circuito del R&B.
A pesar de que las caras a de estos primeros sencillos no estaban compuestos por los miembros de la banda, éstos sí que firmarían la mayoría de las caras b, como “Sittin’ and thinkin’” o “It hurts me so”, canciones encontradas en su LP debut, “Their first LP” (1965), publicado en el mes de julio de 1965.
“Keep on running”, un fenomenal tema escrito por Jackie Edwards y producido por Chris Blackwell (quien era también productor de Edwards) les llevó al número 1 en las listas inglesas en noviembre de 1965. El tema también entraría por primera vez en el Billboard, subiendo hasta el número 76.
En marzo del siguiente año publicaron “Somebody help me”, otro sencillo escrito por Edwards con el que volvieron a alcanzar lo más alto en el Reino Unido. Un mes antes publicaron su segundo LP, “The Second Album” (1966).
Lo más importante de la banda, liderada por Steve a pesar de llevar el nombre de Spencer Davis, eran sus enérgicas interpretaciones de temas deudores de la música negra: blues, R&B o soul.
El primer sencillo como cara a firmado por un componente del grupo fue “When I come home” (número 12), tema escrito al alimón entre Steve y Jackie Edwards. La canción apareció a la venta en septiembre de 1966, el mismo mes en el que publicaban su tercer larga duración, “Autumn 66” (1966).
En noviembre de 1966 publicaron “Gimme some lovin’”, una canción escrita por Steve, Muff y Spencer que llegó al número 2 en Inglaterra, alcanzando en los Estados Unidos su posición más alta a nivel comercial, el número 7]].
. En esta canción hicieron coros sus futuros compañeros de Traffic, Dave Mason y Jim Capaldi.
“Gimme some lovin’” (1967) fue un LP publicado en los Estados Unidos, al igual que “I’m a man” (1967).
Tras grabar en enero de 1967 el sencillo “I’m a man” (número 9), un tema escrito entre Steve y Jimmy Miller, Winwood dejaría el grupo para crear Traffic. En este nuevo rumbo colaboraría también Miller como productor. Miller trabajaría posteriormente con los Rolling Stones, Spooky Tooth o Motörhead.

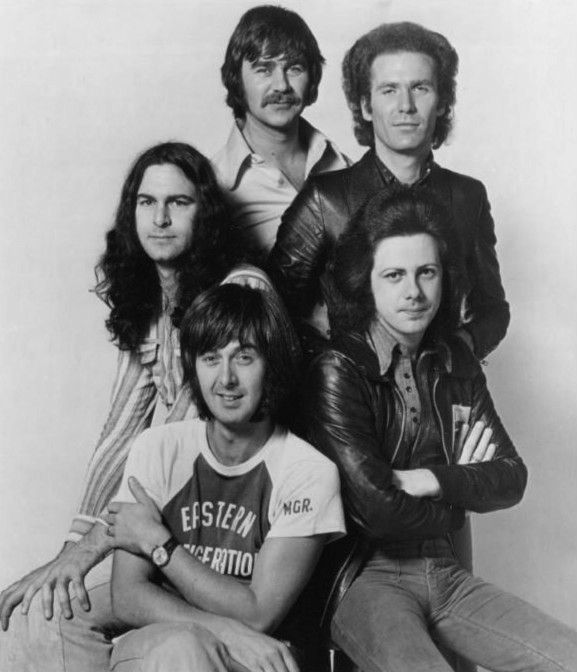
El grupo en 1974.

Su hermano Muff dejaría el grupo en la misma época para trabajar como A&R en Island Records, compañía formada por Chris Blackwell. También trabajó como productor, siendo sus trabajos más importantes los realizados para Sparks, Dire Straits o Kevin Ayers.
Spencer Davies proseguiría la trayectoria del grupo con la incorporación de gente como Phil Sawyer y Eddie Hardin. Junto a ellos compuso su siguiente sencillo, “Time Seller” (número 30), canción publicada en agosto de 1967. Unos meses después apareció “Mr. Second Class” (número 35), su última entrada en listas británicas.
Tras la falta de éxito del LP “With their new face on” (1968) y los sencillos “After tea” y “Short change”, la Spencer Davis Group dejaría de existir, trasladándose Spencer Davis a los Estados Unidos, en donde proyectaría la grabación de un LP en solitario antes de trabajar como A&R y regresar a los escenarios a mediados de los años 80.
Durante la década de 2010, Spencer Davis Group siguió realizando extensos tours por los -Estados Unidos y Europa, pero con dos alineaciones diferentes, solamente Spencer Davis, se encuentra presente en ambas formaciones de la banda.
El 19 de octubre de 2020, Spencer Davis muere a los 81 años debido a un ataque al corazón, poniendo fin al grupo.

## Influencia
Spencer Davis Group – tuvo especialmente una encarnación con Steve Winwood quien demostró sus habilidades para ser un músico muy influyente, con muchas de las canciones de la banda interpretadas por otros artistas durante muchos años. Los más notables entre estos son la versión de Chicago en 1969 de "I'm a Man"; la otra tomada ese mismo año del conjunto The Allman Brothers Band del instrumental de Davis ""Don't Want You No More"; la grabación de Three Dog Night en 1970 ""Can't Get Enough of It"; y la grabación de los The Blues Brothers en 1980 "Gimme Some Lovin". Grateful Dead contenían también el material de Spencer Davis Group que interpretaron en vivo en alguna ocasión y Spencer Davis realizó su propio "I'm a Man" con los Grateful Dead en un rendimiento de 1989 en el Great Western Forum de Los Ángeles.
La banda se encuentra reformada desde el 2006, aunque sólo Davis y Hardin permanecieron desde la creación del grupo de los 60.

## Discografía
- Their First LP (1965)
- The Second Album (1966)
- Autumn '66 (1966)
- With Their New Face On (1968)
- Funky (1969)
- Gluggo (1973)
- Living in a Back Street (1974)